# 조선로동당 제7차 대회

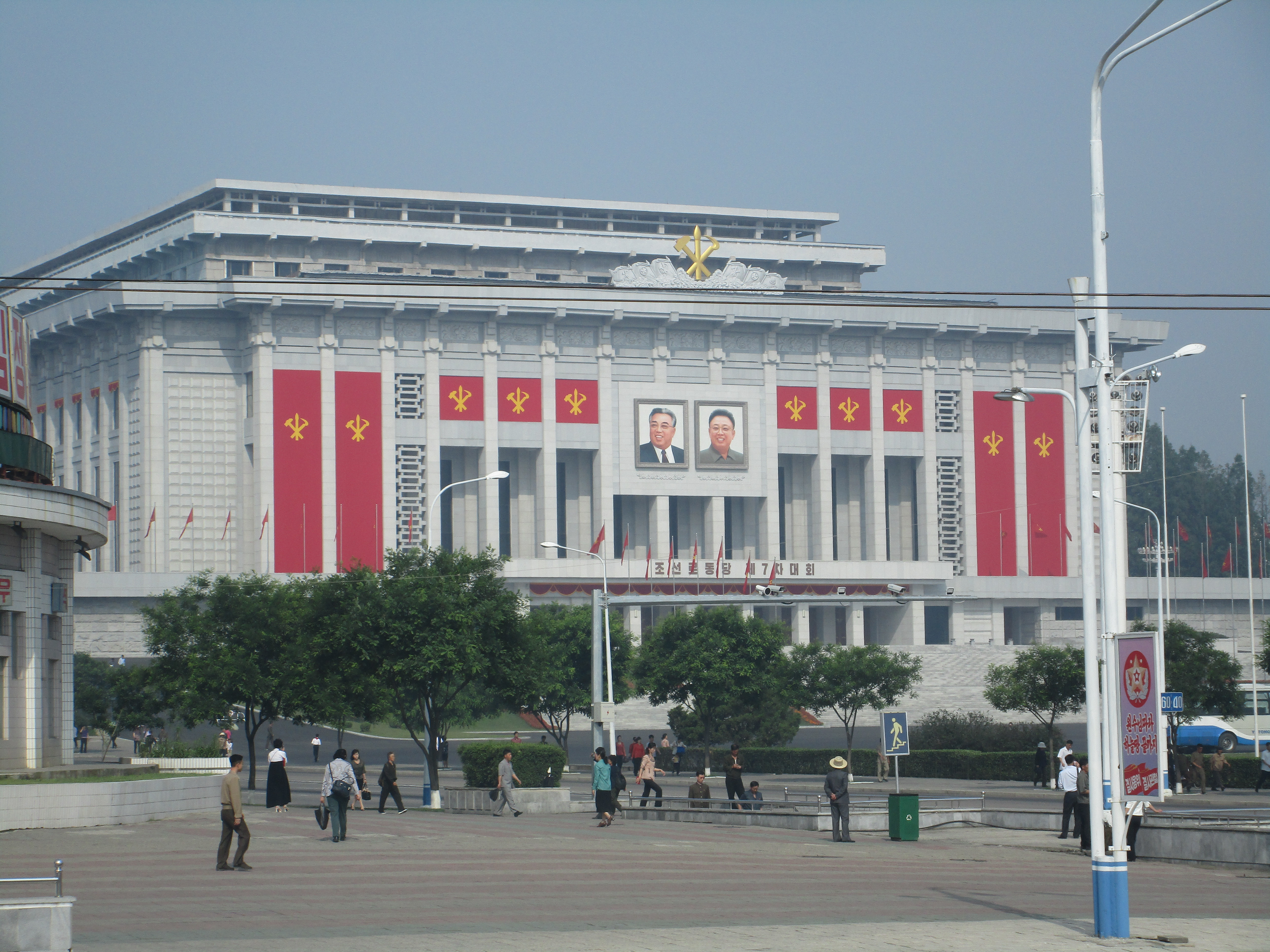

조선로동당 제7차 대회(朝鮮勞動黨 第7次大會)는 2016년 5월 6일부터 시작된 조선로동당의 당대회다. 4·25 문화회관에서 개최되었다. 조선로동당 제7차 대회는 1980년 6차 대회 이후 36년만에 열린 당대회로 김정은 제1비서의 영향력 확대의 일환으로 전망되었다. 중앙위원회 위원과 후보위원이 새로 선출되고 중앙위원회 정치국과 비서국, 당 중앙군사위원회 등 핵심 지도기관의 구성원을 발표하는 등 지도부를 큰 폭으로 개편했다. 비서국은 정무국으로 개편되어 제1비서와 비서직들은 각각 당 위원장과 10명 내외의 부위원장직으로 개편되었으며 위원장에는 김정은 제1비서가 추대되었다.

## 당대회 개최 예고
2015년 10월 30일, 조선로동당 중앙위원회 정치국은 평양 조선중앙통신을 통해 2016년 5월초에 조선로동당 제7차 대회를 소집하기로 했다고 밝혔다. 조선로동당 당중앙위원회 정치국은 결정서에서 "오늘 우리 앞에는 김정은 동지의 영도에 따라 우리 당을 김일성·김정일 동지의 당으로 강화 발전시키고 그 영도적 역할을 높여 주체혁명 위업의 최후 승리를 앞당겨나가야 할 혁명 임무가 나서고 있다"며 당대회 소집 사유를 밝혔다.

## 당대회 대표 추대
2016년 4월 14일, 조선중앙방송은 "조선로동당 조선인민군대표회가 4월 12일과 13일에 진행됐고, 김정은을 조선로동당 제7차 대회 대표로 추대했다"고 보도했다.

## 사회주의 기업 책임 관리제 공식 선포
조선민주주의인민공화국은 5.30 경제개혁조치로 선포된 우리식 경제 관리 방법을 처음으로 공식화하여 선포하였으며 특히 국가적으로 기업들에게 부여된 경영권을 활용할 수 있도록 보장하여야함과 동시에 조건을 충분히 마련해주어야 한다고 밝혔다.
그리하여 2019년, 결국 대안의 사업체계는 헌법에서 삭제가 되고 대신 사회주의 기업 책임 관리제가 헌법에 수록이 되었으며 기업 고정 자산의 임대가 가능해졌다. 다만 임대를 한다고 하여 사유화가 되는 것은 아니고 기관에 소속이 되어야 한다는 전제 조건이 붙어 있다.

## 당대회 통계
- 당원 수: 340만 명[6]
- 대표자 참가자
  - 결의권 대표자: 3,467명
  - 발언권 대표자: 200명